# 第36師団 (日本軍)
第36師団（だいさんじゅうろくしだん）は、大日本帝国陸軍の師団の一つ。

## 沿革
日中戦争が泥沼化するなかで、占領地の警備や治安維持を目的として1939年（昭和14年）2月7日に新設された師団の一つであり、同時に第32師団・第33師団・第34師団・第35師団・第37師団が新設された。また同年6月30日には第38師団・第39師団・第40師団・第41師団が新設された。
編成後北支那方面軍・第1軍隷下、華北に在って、ほかの治安師団と同様に1939年夏以降に行われたさまざまな治安作戦に参加する。
1943年（昭和18年）10月に南方移動を命じられ、同年11月5日に海洋編制師団へ改編、ニューギニアへ転用され第2軍に編入された。当初、関東軍所属として、対ソ戦の準備のため満洲に配備が予定されていた。しかし、太平洋の戦局悪化に伴い、急遽南方戦線に投入された。上海から蘭印のハルマヘラを経由して、西部ニューギニアのサルミ地区に上陸した。サルミに司令部を置き、同地で連合軍の上陸に備え防衛体制の整備に着手した。その後、ビアク島に上陸した歩兵第222連隊を基幹として、ビアク支隊（支隊長：葛目直幸大佐）が編成され、ビアク島の防衛を担当した。
1944年（昭和19年）4月22日に米軍がホーランジアに上陸を開始すると、迎撃に向かうが、米軍が5月17日にサルミ地区東方のトムにも上陸、迎撃隊は反転してトムに移動して迎撃した。ビアク島でも5月27日に米軍が上陸、一時はビアク支隊により米軍を撃退したが、反撃され約40日間の戦闘で葛目連隊長は自決、ビアク支隊は全滅した。師団主力もサルミに上陸して来た米軍と交戦、対峙した。同年6月以後から師団は攻撃を断念、米軍も進撃をしないまま小競り合い程度になり、そのまま持久戦が続いた。その後、将兵は散発的な戦闘を行い、飢餓とも闘いながら終戦を迎えた。

## 師団概要

### 歴代師団長
- 舞伝男 中将：1939年（昭和14年）3月9日 - 1940年8月1日[1]
- 井関仭 中将：1940年（昭和15年）8月1日 - 1943年2月28日[2]
- 岡本保之 中将：1943年（昭和18年）2月28日 - 1943年10月1日[3]
- 田上八郎 中将：1943年（昭和18年）10月1日 - 終戦[4]

### 参謀長
- 田辺助友 歩兵大佐：1939年（昭和14年）3月25日 - 1941年3月1日[5]
- 今田新太郎 大佐：1941年（昭和16年）3月1日 - 1945年4月7日[6]
- 二宮義雄 大佐：1945年（昭和20年）4月7日 - 1945年5月24日[7]
- 今田新太郎 少将：1945年（昭和20年）5月24日 - 終戦[6]

### 最終所属部隊
- 歩兵第222連隊（弘前）：葛目直幸大佐（ビアク島で玉砕）
- 歩兵第223連隊（秋田）：吉野直靖大佐
- 歩兵第224連隊（秋田）：松山宗右衛門大佐
- 第36師団戦車隊：藤村忠之少佐
- 第36師団輜重隊：
- 第36師団通信隊：間瀬三郎少佐
- 第36師団兵器勤務隊：小枝八五郎少佐
- 第36師団野戦病院：細矢利次軍医大佐
- 第36師団防疫給水部：斎藤恒友軍医少佐